# Antoine Ritti
Antoine Ritti (Strasbourg, 6 février 1844 - Paris 22 janvier 1920) était un psychiatre français.

## Biographie
Antoine Ritti, dont l'oncle était André Raess, l'évêque de Strasbourg, semblait à l'origine destiné à devenir prêtre. Cependant, il a choisi de se lancer dans une carrière médicale. Il a commencé sa formation de psychiatre à l'asile de Fains dans le département de la Meuse. Il est influencé par les idées d'Auguste Comte devenant un positiviste.
En 1869, il publie son premier ouvrage, La Pensée Nouvelle. Après le traité de Francfort qui met fin à la guerre franco-prussienne de 1870, il quitte l'Alsace pour Paris, et travaille à l'hôpital Lariboisière pendant la Commune de Paris.
Il obtient ensuite un poste interne à l'asile de Charenton. En 1878, il est nommé médecin en chef à Charenton, poste qu'il occupe jusqu'à sa retraite en 1909.
Antoine Ritti a étudié sous Jules Bernard Luys et appliqué les découvertes anatomo-fonctionnelles de Luys pour développer une théorie du rôle du thalamus dans la physiopathologie des hallucinations.
Pendant 38 ans, de 1882 à 1920, Ritti a été secrétaire général de la Société médico-psychologique. Au cours de ces années, il écrivit de nombreux éloges et nécrologies publiés dans les Annales médico-psychologiques.

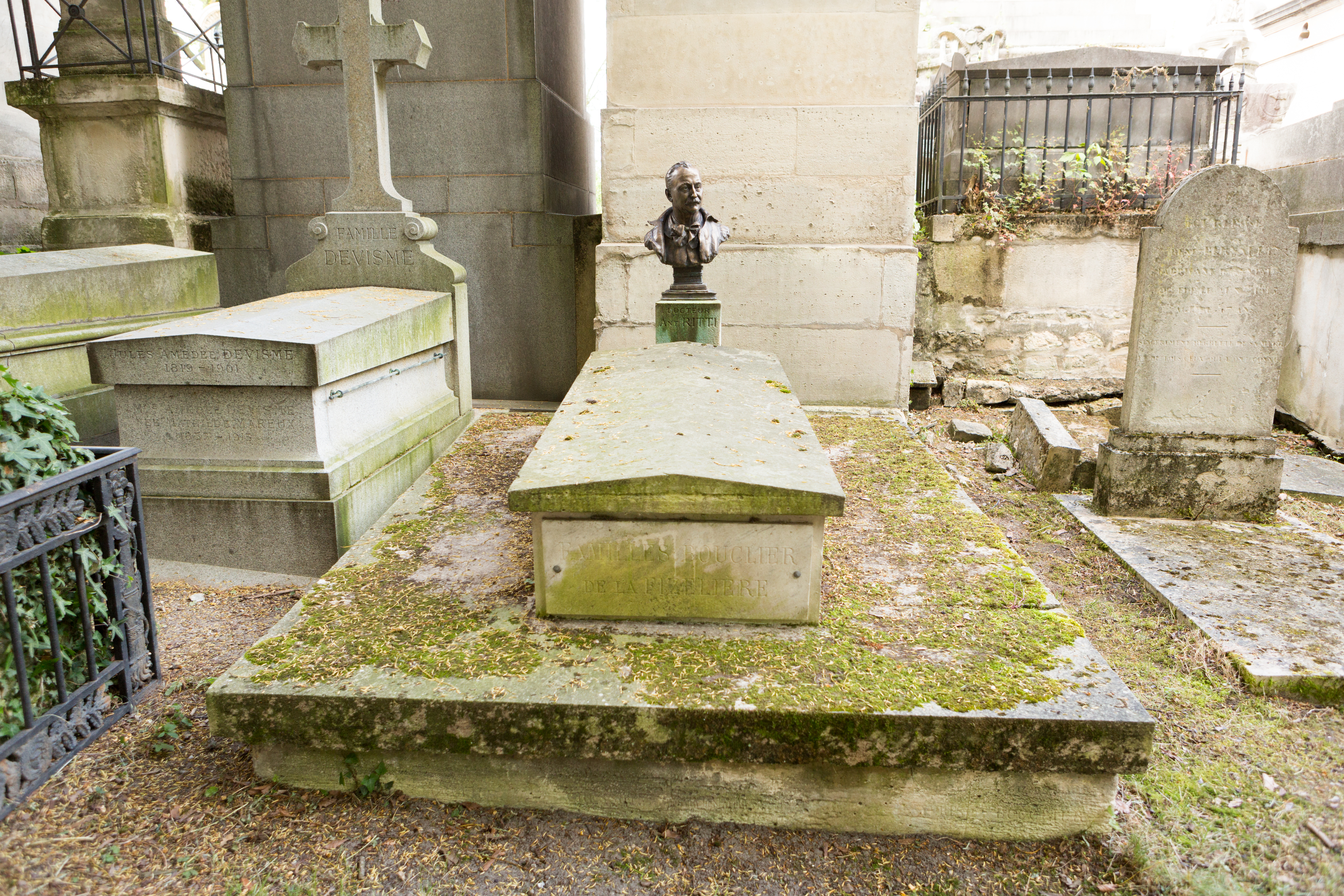
Tombe d'Antoine Ritti au cimetière du Père-Lachaise

Le docteur Antoine Ritti est inhumé au cimetière du Père-Lachaise (division 27), dans la tombe des familles Bouclier de la Fizelière surmonté d'un buste le représentant, signé Marthe de la Fizelière.